# Геммінген (район Людвігсбург)
Геммінген (нім. Hemmingen) — громада в Німеччині, знаходиться в землі Баден-Вюртемберг. Підпорядковується адміністративному округу Штутгарт. Входить до складу району Людвігсбург.
Площа — 12,34 км2. Населення становить 8044 ос. (станом на 31 грудня 2020).